# Prothemus kambaiticus
Prothemus kambaiticus is een keversoort uit de familie soldaatjes (Cantharidae). De wetenschappelijke naam van de soort werd in 1987 gepubliceerd door Wittmer.